# Спаська церква (Полтава)
Спаська церква — церква у Полтаві, пам'ятка історії та архітектури, знаходиться у сквері між вулицею Пилипа Орлика і вулицею Соборності. Вона розташована на південий схід від старого центру Полтави.

## Історія
Перша церква на честь Спаса Нерукотворного Образу у Полтаві була дерев'яною. Невідомо, коли вона була побудована, а найдавніша письмова згадка про храм в актових книгах Полтавського городового уряду датована 1669 роком. Ймовірно, що то була перша і єдина на той час церква у Полтаві. Знаходилася посеред міста і у межах фортеці . Була ця церква придільною дерев'яної церкви на честь Преображення Господнього, котра побудована після нападу татар 1695 року. Преображенський храм згорів 6 вересня 1705 року, а скоро затим був відновлений завдяки старанням Іоана Світайла за допомоги Івана Іскри із матеріалів придбаної у Хрестовоздвиженського монастиря розібраної церкви.
У 1704 році поблизу Курилівської брами Полтавської фортеці згоріла Преображенська церква. У 1706 році настоятель І. Світайло за допомогою Івана Іскри спорудив на її місці невелику тимчасову Спаську церкву, а з матеріалу розібраного Здвиженського собору Полтавського Хрестоздвиженського монастиря планував спорудити нову Преображенську. Невдовзі І. Світайла, який проходив у справі страчених Василя Кочубея та Івана Іскри, було заслано на Соловки, звідки він повернувся у 1710 році. За цей час Спаська церква набула меморіального значення. За переказами, після Полтавської битви тут відбувся молебень, на якому був присутній Петро І, на площі біля церкви у 1709 році поховали загиблих захисників фортеці. Поруч з Спаською церквою спорудили нову Преображенську. В 1811 році останню розібрали, а начиння перенесли до Спаської церкви. У 1837 році Полтаву відвідав Олександр II. На гроші, які він пожертвував на збереження пам'ятки, та ті, що було зібрано шляхом підписки, у 1845 за проектом харківського архітектора А. Тона над дерев'яною церквою звели мурований футляр у вигляді однобанної церкви. У 1847 році перед західним входом спорудили муровану двох'ярусну дзвіницю. У 1890 році територію обведено огорожею з мурованими стовпчиками і кованими ґратками. У Спаській церкві зберігалися старовинні книжки, зокрема, євангелія 1644 і 1698 років друку; «Анфологіон...» львівського видання 1651 року та інші. Серед ікон було сім, написаних у 1676 році іконописцем Герасимом Німим.
Двадцяте століття почалося для Спаської церкви подією знаменною: у 1901 році за рішенням священного синоду був проведений ії внутрішній капітальний ремонт.
У 30-х роках XX століття Спаська церква закрита, розібрана дзвіниця. Також було демонтовано й огорожу навколо храму. Відновила діяльність у 1945 році.  
Після руйнівного вихору ХХ століття вона лишається єдиною дерев’яною церквою ХVІІ століття на всій Полтавщині і Слобожанщині.
Та унікальна в ній не тільки архітектура. В середині храму збереглися дивовижні витвори християнського мистецтва кінця ХVІІ — першої половини ХVІІІ століття. Іконостас — хоч явно перекомпонований і не дуже канонічний, але являє собою справжній шедевр сницарського та іконописного мистецтва. 
В 2009 році дзвіницю Спаської церкви відновили в колишньому вигляді і в тому ж році освятили.

## Галерея

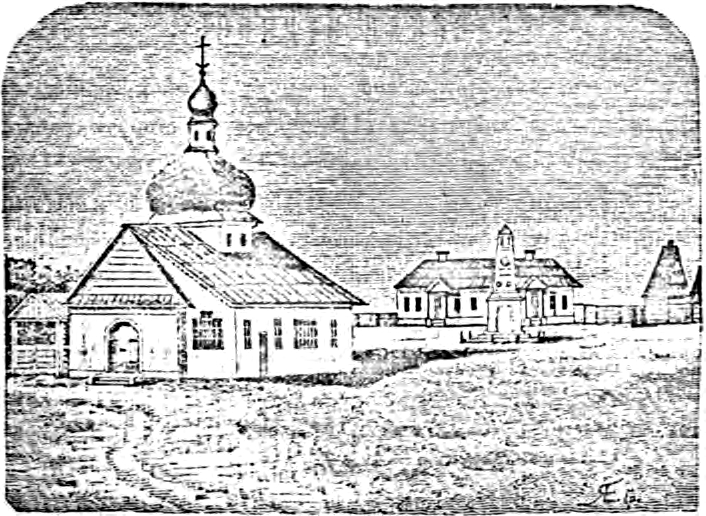
Спаська церква раніше 1830 року. Малюнок із книги Василя Бучневича
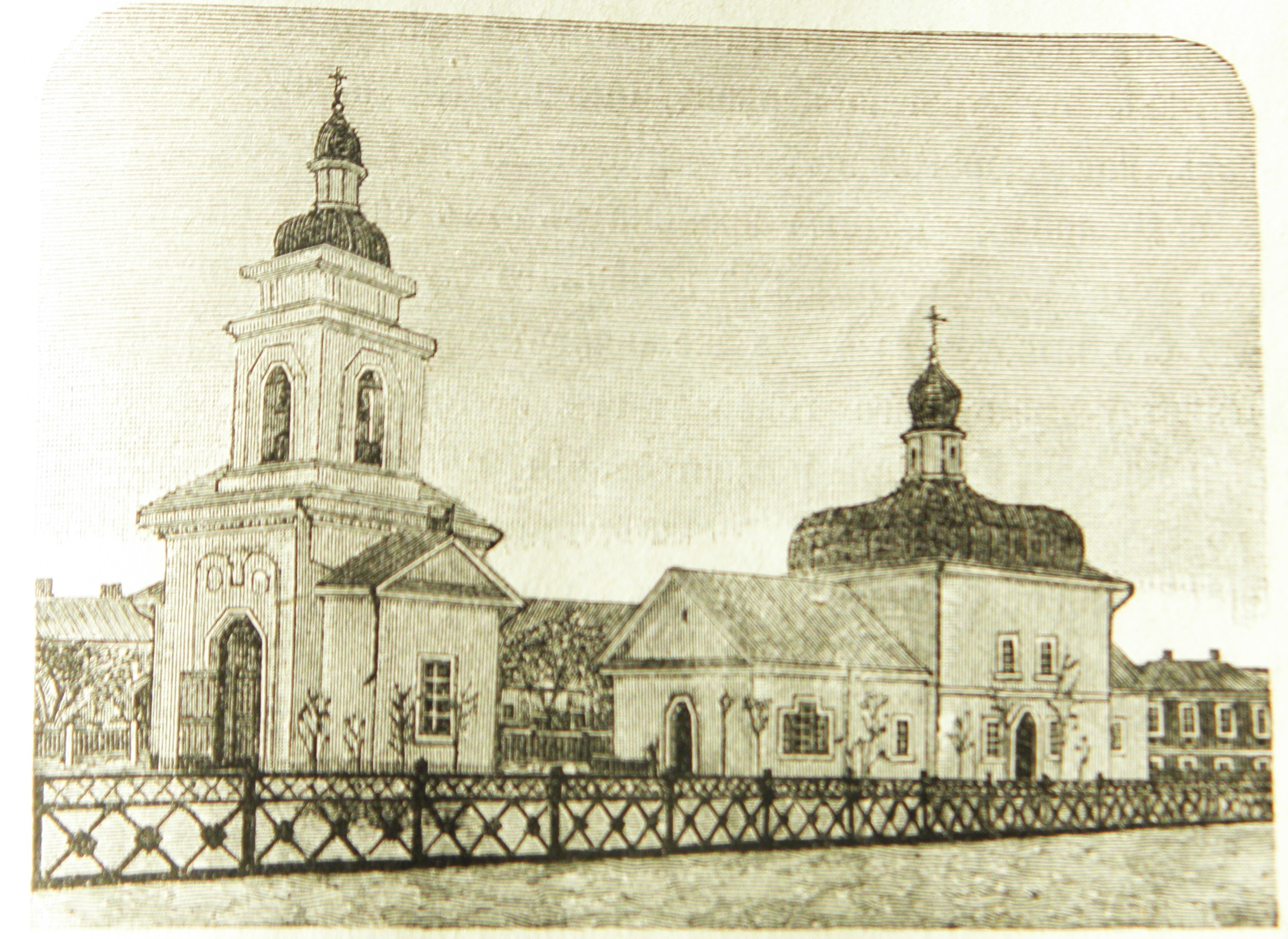
1850-1890-й роки
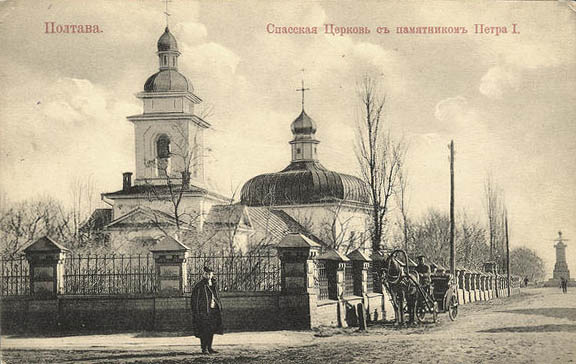
Спаська церква (поч. XX ст.)
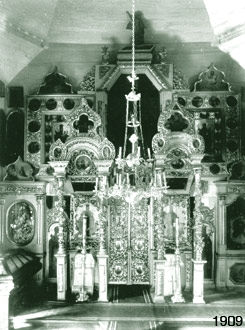
Головний іконостас (1909)
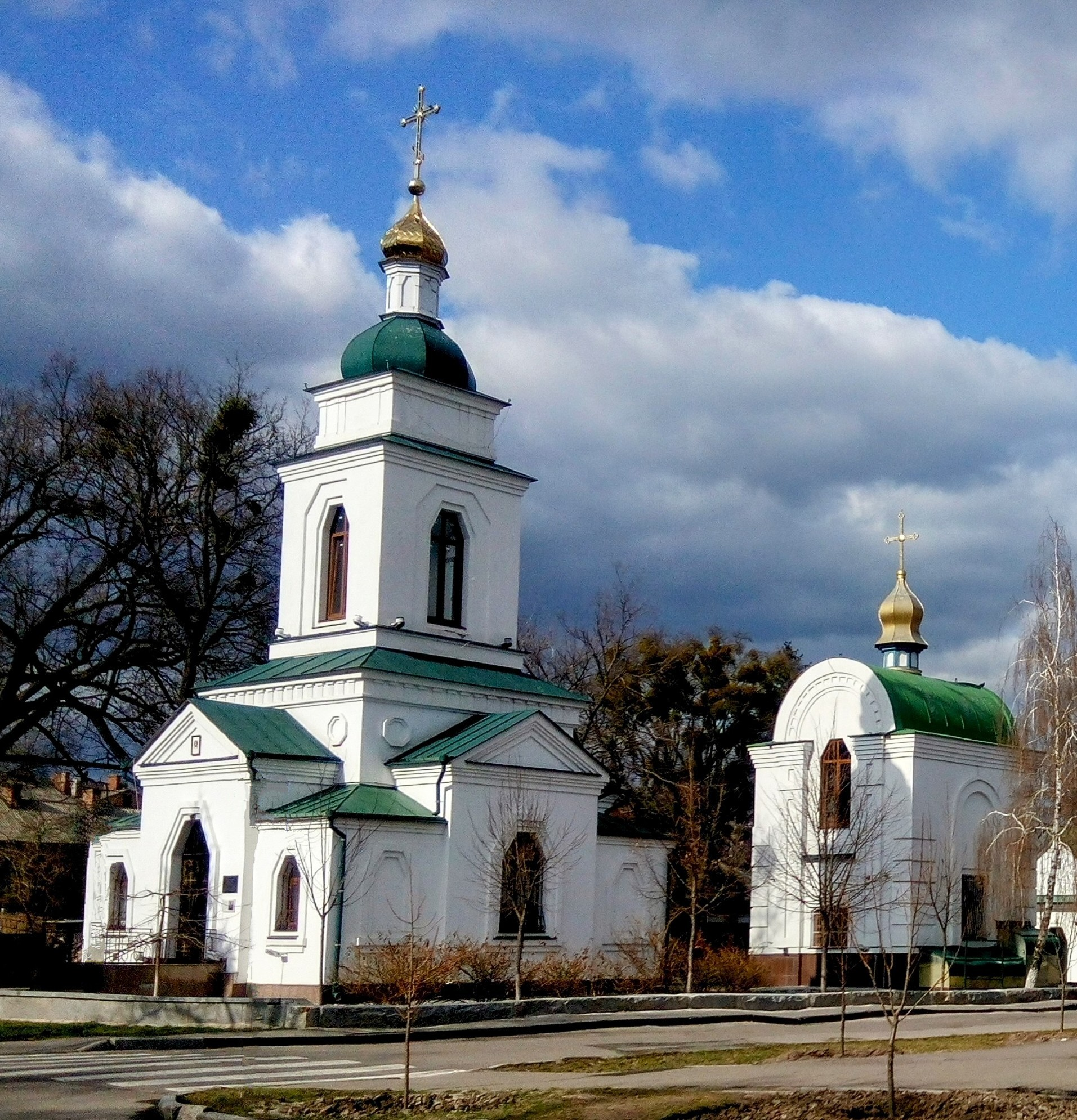
Дзвіниця (2021)